# Cañón de vórtices

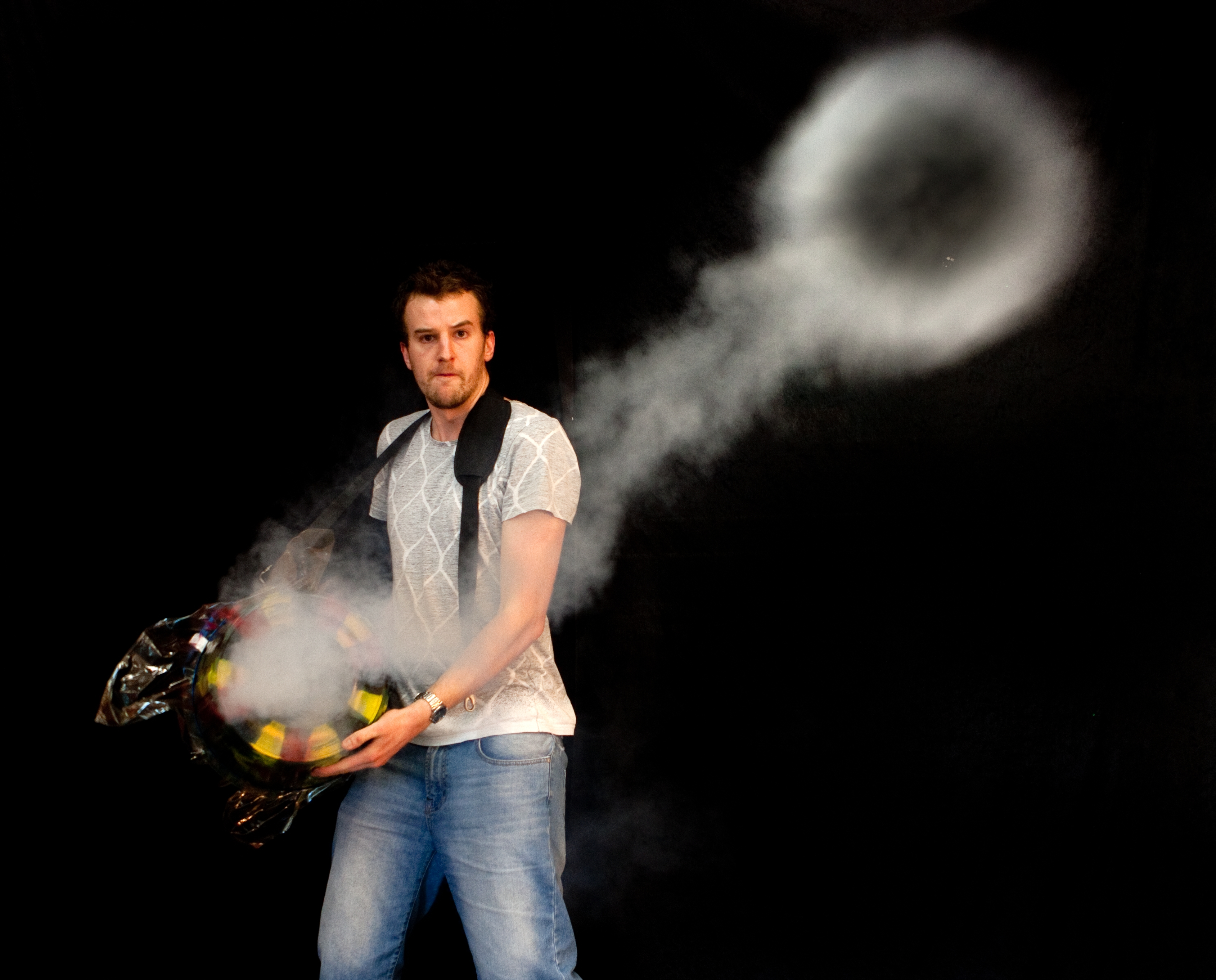
Vórtice toroidal generado por un cañón de vórtices construido con un cubo de basura.

Un cañón de vórtices es el nombre que recibe un sencillo montaje experimental, o juguete científico que impulsa el aire a distancia generando vórtices de forma toroidal. 
El movimiento de estos vórtices fue estudiado clásicamente por Helmholtz en 1858 y por Lord Kelvin en 1867. A diferencia del aire que expulsamos al soplar, que se dispersa en un recorrido de un metro, estos vórtices presentan una estabilidad que les permite atravesar toda una habitación y derribar objetos livianos a distancia.
Para el montaje experimental basta recortar un orificio de unos 15 cm de diámetro en una caja de cartón, y golpear sus paredes. El vórtice generado puede hacerse visible si previamente llenamos la caja con humo. Durante la Segunda Guerra Mundial hubo intentos marginales e infructuosos de construir un cañón que generara vórtices o turbulencias que permitiera derribar a los bombarderos enemigos.

## Dinámica de los vórtices toroidales
Así como las líneas  de corriente trazan la velocidad del fluido, las curvas de vorticidad, que trazan la vorticidad local, serán básicas para el análisis del movimiento. Más concretamente, una curva de vorticidad es una curva integral del campo de vorticidad ω ; es decir, una curva con la misma dirección que el vector de vorticidad en cada punto. Estas curvas evolucionan con el tiempo, pero su movimiento, a priori, no tendría por qué ser el mismo que el de las partículas del fluido. Si imaginamos las curvas de vorticidad que atraviesan una curva cerrada, decimos que forman un tubo de vorticidad. 
En caso de fluidos incompresibles, sin viscosidad, y de densidad constante que se muevan bajo la acción de fuerzas conservativas, fluido y líneas de vorticidad se moverán juntos. Como consecuencia, fluido y tubos de vorticidad también. 
Un vórtice toroidal será un tubo de vorticidad con forma de anillo, rodeado de una zona irrotacional (sin vorticidad). Un ejemplo de los mismos son los anillos de humo expulsados por un fumador. Helmholtz dedujo en su artículo de 1858 que los vórtices toroidales de menor radio viajaban más rápido, y estudió la interacción entre dos vórtices que viajaban en el mismo sentido o en sentidos opuestos.